# طوطی‌کاکلیان
طوطی‌کاکلیان(نام علمی: Cacatuinae) نام یک زیرخانواده از تیره طوطیان است.